# Herb powiatu zwoleńskiego
Herb powiatu zwoleńskiego – jeden z symboli powiatu zwoleńskiego.

## Wygląd i symbolika
Herb przedstawia na tarczy dwudzielnej w słup w polu prawym czerwonym pół orła srebrnego (herb województwa mazowieckiego), a w polu lewym błękitnym złotą literę „S”, na której przysiadł czarnykruk trzymający złoty pierścień (połączenie herbu Zwolenia oraz herbu Korwin rodu Kochanowskich).